# Radio Sonder Grense
Radio Sonder Grense (RSG) is het Afrikaanstalige radiostation van de Suid-Afrikaanse Uitsaaikorporasie (SABC) en zendt in heel Zuid-Afrika uit. Aangezien Afrikaans een van de officiële talen van Zuid-Afrika is, moet de SAUK Afrikaanstalige diensten op radio en televisie uitzenden. Radio Sonder Grense is het radio-gedeelte van deze Afrikaanstalige dienst. RSG zendt meestal uit op FM-zenders, die eigendom zijn van en geëxploiteerd worden door Sentech, de voormalige signaaldistributiedivisie van de SABC.

## Geschiedenis
RSG werd gelanceerd in 1937 als de tweede dienst van de SABC - een jaar na de oprichting van het bedrijf en de eerste dienst (de Engelstalige) in 1936. RSG werd bekend als de "Afrikaanse Diens van die SABC". In 1986 herstructureerde de SAUK zijn gehele radioportfolio werd de naam van de "Afrikaanse Diens" veranderd in "Radio Suid-Afrika". In de vroege jaren 90 van de twintigste eeuw veranderde haar naam weer. Nu werd zij "Afrikaanse Stereo" genoemd, met als slogan "Radio Sonder Grense". Toen de SABC in 1996 weer herstructureerde, verwijderde zij alle taalaanduidingen uit de zendernamen. "Radio Sonder Grense" werd de nieuwe naam.